# Louresse-Rochemenier
Louresse-Rochemenier là một xã thuộc tỉnh Maine-et-Loire trong vùng Pays de la Loire phía tây nước Pháp. Xã này nằm ở khu vực có độ cao trung bình 71 mét trên mực nước biển.

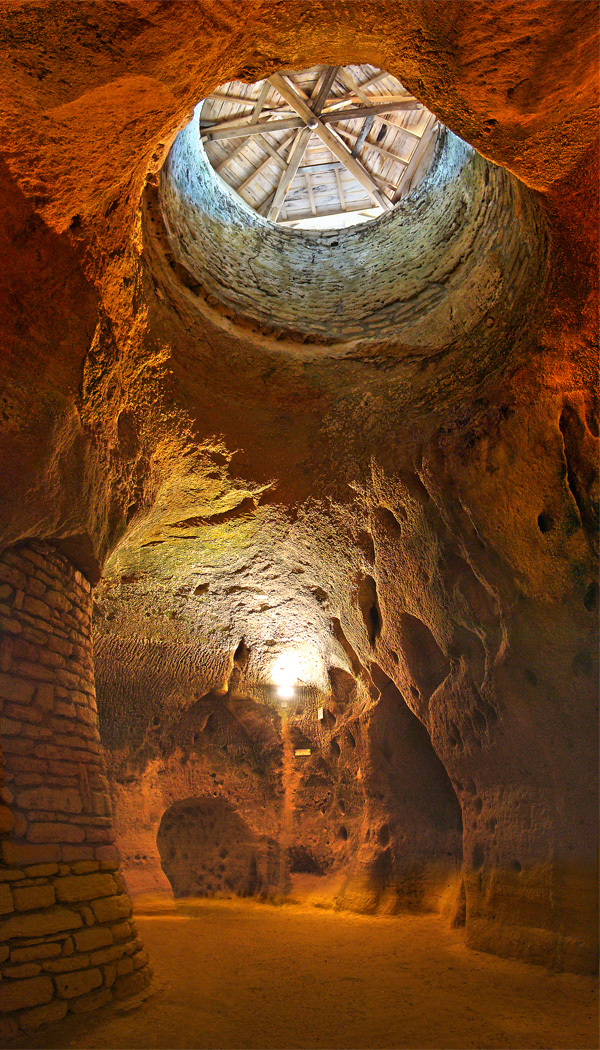
Troglodytic chapel
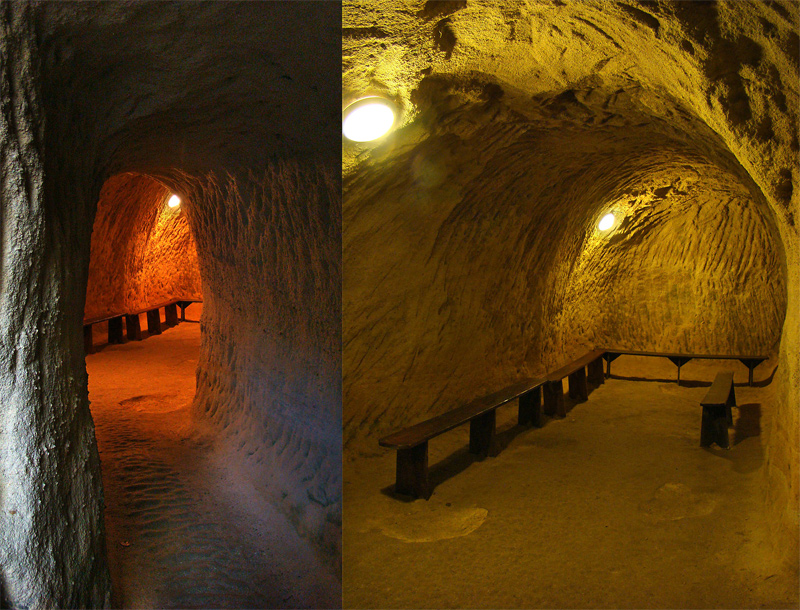
Troglodytic evening gathering room
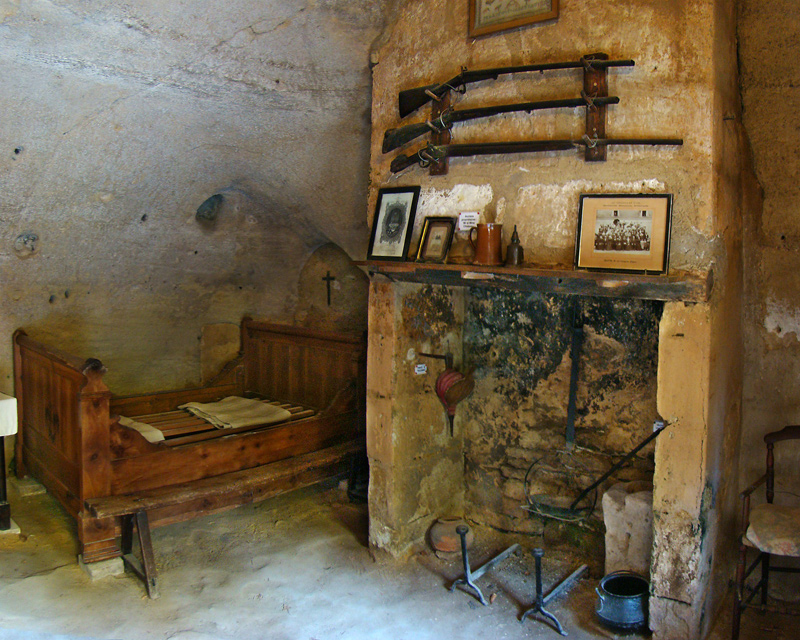
Troglodytic dwelling interior